# Johnny Ramone
John William Cummings (Forest Hills (Queens), 8 oktober 1948 - Los Angeles, 15 september 2004), beter bekend als Johnny Ramone, was een Amerikaans gitarist. Hij was de gitarist van de punkband de Ramones.
In 1974 richtte hij samen met Joey Ramone, Dee Dee Ramone en Tommy Ramone de band op en bleef samen met Joey Ramone bij de band tot 1996, toen de Ramones uit elkaar gingen.
Johnny Ramone was aanwezig bij de inauguratieceremonie toen de Ramones in 2002 werden opgenomen in de Rock 'n' Roll Hall of Fame.
In 2000 werd vastgesteld dat hij aan prostaatkanker leed. Hierdoor overleed hij vier jaar later op 55-jarige leeftijd.
In 2006 kwam de documentaire Too Tough to Die: A Tribute to Johnny Ramone uit. De horrorfilm The Wicker Man uit hetzelfde jaar is opgedragen aan Johnny Ramone.

## Afbeeldingen

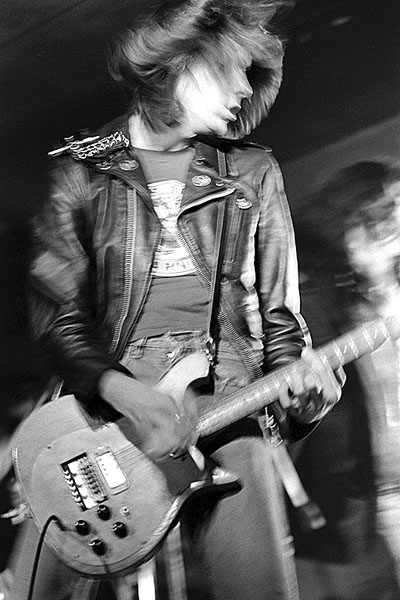
Johnny Ramone in 1977
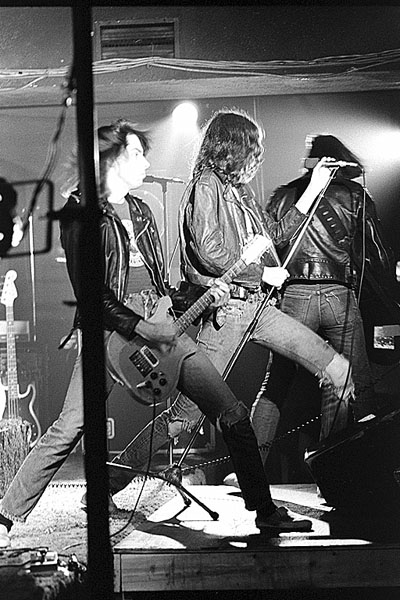
Johnny en Joey Ramone tijdens een concert in 1977
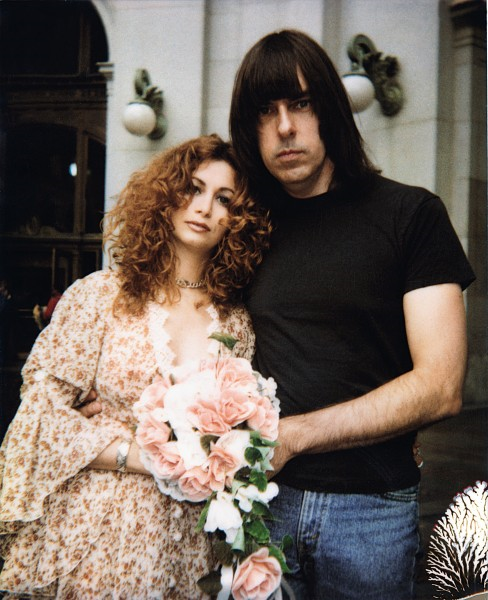
Johnny Ramone met echtgenote Linda

- Bibsys: 5088539
- Biblioteca Nacional de España: XX1760416
- Bibliothèque nationale de France: cb150205568 (data)
- Catàleg d'autoritats de noms i títols de Catalunya: 981058511371906706
- Gemeinsame Normdatei: 129408964
- International Standard Name Identifier: 0000 0001 1599 0519
- Library of Congress Control Number: no2004093580
- MusicBrainz: d0fbf734-a7cb-41f2-9194-2cad1220f962
- Nationale Bibliotheek van Tsjechië: jo2004259855
- Nederlandse Thesaurus van Auteursnamen: 267800525
- LIBRIS: 346389
- Système universitaire de documentation: 080296033
- Virtual International Authority File: 15050296
- WorldCat: E39PBJmtFpbB8Wf4BQQPYpBQMP